# Dòng thời gian của cuộc chiến ở Donbas
Dòng thời gian cho Cuộc chiến ở Donbass được chia thành một số giai đoạn được liệt kê dưới đây.

## Trận chiến chính
- Cuộc bao vây Sloviansk (12 tháng 4 - 5 tháng 7 năm 2014)
- Trận Kramatorsk (12 tháng 4 - 5 tháng 7 năm 2014)
- Trận Mariupol (6 tháng 5 - 14 tháng 6 năm 2014)
- Trận sân bay Donetsk thứ nhất (26 – 27 tháng 5 năm 2014)
- Cuộc bao vây Căn cứ biên giới Luhansk (2 – 4 Tháng 6 năm 2014)
- Vụ tấn công tên lửa Zelenopillya (11 tháng 7 năm 2014)
- Trận Shakhtarsk Raion (16 tháng 7 - 26 tháng 8 năm 2014)
- Trận Horlivka (20 tháng 7 - 6 tháng 9 năm 2014)
- Trận Ilovaisk (10 tháng 8 - 2 tháng 9 năm 2014)
- Cuộc tấn công đoàn xe tị nạn Novosvitlivka (18 tháng 8 năm 2014)
- Trận Novoazovsk (25 – 28 tháng 8 năm 2014)
- Tấn công Mariupol (4 – 8 Tháng 9 năm 2014)
- Trận sân bay Donetsk thứ hai (28 tháng 9 năm 2014 - 21 tháng 1 năm 2015)
- Trận Debaltseve (16 tháng 1 - 20 tháng 2 năm 2015)
- Bất hòa Shyrokyne (10 tháng 2 - 3 tháng 7 năm 2015)
- Trận Marinka (3 tháng 6 năm 2015)
- Trận Svitlodarsk (18 – 23 tháng 12 năm 2016)
- Trận Avdiivka (29 tháng 1 - 4 tháng 2 năm 2017)